# Dacryoadenitis
Dacryoadenitis  of traanklierontsteking is een ontsteking van de traanklieren, die zich boven de buitenste ooghoeken bevinden. De aandoening wordt gedefinieerd als een door een ontsteking ontstane zwelling, en kent zowel een acute als een chronische variant. De acute variant komt plots op en gaat ook relatief snel weer voorbij. De chronische variant kan lang aanhouden en voor veel ongemak zorgen. De ontsteking kan zowel door een virale als een bacteriële infectie veroorzaakt worden. Verder kan er bij chronische dacryoadenitis een ernstige aandoening aan ten grondslag liggen, zoals sarcoïdose. Dacryoadenitis wordt door een huisarts of een oogheelkundige behandeld. Over het algemeen is de aandoening niet ernstig, maar het kan wel tot veel ongemak leiden. Vaak is er niet meer dan rust en warme kompressen voor nodig om volledig te herstellen van dacryoadenitis.

## Ziekteleer

### Fysiologie
De bestudering van de eigenschappen die kenmerkend zijn voor levende wezens, wordt fysiologie genoemd. De fysiologie van de traanklier, het traanapparaat en het oog zijn van belang bij een goed inzicht in het ziekteverloop van dacryoadenitis. De traanklier bevindt zich in het bovenste gedeelte van de oogkas. De klier behoort tot het exocriene systeem en is verantwoordelijk voor het uitscheiden van de waterige laag van de traanfilm op de oogbol. Deze laag zorgt voor de afvoer van vuil en stof dat in het oog terecht is gekomen. Als de traanklier door ontsteking minder goed werkt, zal dat gelijk duidelijk zijn aan allerlei uiterlijk waarneembare symptomen, zoals zwelling, roodheid, en overmatig tranen. Ook speelt de traanklier dus zo'n belangrijke rol voor het oog dat dacryoadenitis kan leiden tot tijdelijk slechter zicht, vanwege overmatig tranen, en zwelling en de daarbij behorende druk op het oog.

### Pathofysiologie
De bestudering van ontstaan en verloop van een aandoening wordt in de geneeskundige wereld aangeduid met de benaming pathologie, ook wel ziekteleer genoemd.  De tak van de wetenschap die zich bevindt op het spreekwoordelijke kruispunt van de pathologie en de fysiologie, wordt pathofysiologie genoemd. De volledige pathofysiologie van dacryoadenitis is nog niet volledig bestudeerd. Wel is bekend dat acute dacryoadenitis meestal veroorzaakt wordt door een virale of bacteriële infectie.  De meest voorkomende veroorzakers zijn het bofvirus, het Epstein-barrvirus, stafylokokken, en Neisseria gonorrhoeae (gonorroe). Er wordt van uitgegaan dat dit soort ziekteverwekkers vanaf het bindvlies van het oog door de kanaaltjes van de traanklier zich naar boven voortbewegen, en -eenmaal in de traanklier zelf aangekomen- een ontsteking veroorzaken. Chronische dacryoadenitis daarentegen wordt meestal veroorzaakt door ontstekingsaandoeningen die niet door een infectie worden veroorzaakt, zoals sarcoïdose (ziekte van Besnier-Boeck), de oogziekte van Graves (een onderdeel van het ziektebeeld van de ziekte van Graves), en idiopathische orbitale ontsteking (IOI).

### Epidemiologie
De epidemiologie van een ziekte beschrijft het vóórkomen en de verspreiding van ziekten onder de bevolking. Er is niet heel veel bekend over de epidemiologie van dacryoadenitis. De aandoening is namelijk vrij zeldzaam. Ongeveer één op de 10.000 oogheelkundige patiënten lijdt aan deze aandoening. Hierdoor zijn er ook weinig gegevens over het voorkomen van de aandoening beschikbaar. Men neemt aan dat etniciteit, geslacht, en leeftijd zijn niet van invloed op de kans om dacryoadenitis te krijgen. Wel is het bekend dat de chronische variant van dacryoadenitis vaker voorkomt dan de acute variant van de aandoening.
Slechts een beperkt aantal maatregelen kunnen getroffen worden om het oplopen van dacryoadenitis zoveel mogelijk te voorkomen. Deze hebben betrekking op dacryoadenitis die veroorzaak wordt door respectievelijk het bofvirus en de gonorroebacterie. Men kan een inenting krijgen tegen de bof, en gonorroe kan voorkomen worden door het dragen van condooms tijdens seks.

## Diagnose
De diagnose dacryoadenitis kan vastgesteld worden door middel van een lichamelijk onderzoek. Eventueel is een CT-scan benodigd om achter de oorzaak van de ontsteking te komen. Soms kan er besloten worden om een biopsie uit te voeren, om uit te sluiten dat er niet sprake is van een kwaadaardige tumor in de traanklier.

### Symptomen
Dacryoadenitis wordt gekenmerkt door de volgende symptomen:
- Een opgezwollen bovenste ooglid. Eventueel kan er ook sprake zijn van roodheid en gevoeligheid. De zwelling kan ernstig genoeg zijn dat er dusdanig druk wordt uitgeoefend op de ogen, dat het zicht tijdelijk verminderd is.
- Pijn bij en rondom het opgezwollen gebied.
- Overmatig tranen
- Opgezwollen lymfeklieren voor het oor

De traanklier bestaat uit twee kwabben, die de orbitale kwab en de palpebrale kwab worden genoemd. De palpebrale kwab is de kleinere van de twee, en ligt het dichtst bij het oog, langs de binnenkant van het ooglid. Als men het ooglid handmatig optilt en binnenstebuiten keert, dan kan men de palpebrale kwab zien liggen. Als er sprake is van acute dacryoadenitis, dan steekt de palpebrale kwab uit en is opgezwollen. Acute dacryoadenitis komt vrijwel alleen maar in een van de twee ogen voor. Dit wordt in de geneeskundige wereld unilaterale dacryoadenitis genoemd. De acute vorm wordt verder gekenmerkt door roodheid, druk op het bovenste gedeelte van de oogkassen, en hevige pijn. De aandoening komt plotseling op. Vaak duurt het niet langer dan enkele uren of dagen voordat de aandoening op zijn hevigst is. Chronische dacryoadenitis daarentegen kan ook in beide tegelijkertijd voorkomen. Dit wordt dan weer bilaterale dacryoadenitis genoemd. Chronische dacryoadenitis wordt verder gedefinieerd als een vrijwel pijnloze zwelling van de traanklier die langer dan een maand aanhoudt.
Symptomen bij acute dacryoadenitis bestaan uit een gezwollen bindvlies (chemose), rode ogen vanwege verwijding van de adertjes op het bindvlies, slijm- en pusachtige uitscheiding, rode oogleden (erytheem), opgezette lymfeklieren rond de onderkaakspeekselklier, uitpuilende ogen (exophthalmus), zwelling van een gedeelte van het bovenste ooglid, moeite met het bewegen van de ogen, en een verplaatste positie van de onderkant en het middelste gedeelte van de oogbol.

## Behandeling en prognose
Als de ontsteking is veroorzaakt door een eenvoudige virale infectie, dan is er vaak niet meer dan rust en warme kompressen voor nodig om volledig van de ziekte te herstellen. Echter, als de aandoening veroorzaakt wordt door iets anders, dan hangt de behandeling samen met de oorzaak. Vaak lijkt die behandeling dan op de behandeling van enig ander lichaamsdeel waar men last van zou kunnen hebben door een en dezelfde bacteriële infectie of chronische ziekte.
De meeste patiënten herstellen volledig van de ziekte. De prognose voor patiënten waarbij de aandoening wordt veroorzaakt door een chronische ziekte, zoals sarcoïdose, is gelijk aan de prognose van deze onderliggende chronische ziekte. Dit kan betekenen dat dacryoadenitis in dit soort gevallen lang tot zeer lang kan aanhouden.